# SOE Antananarivo
SOE Antananarivo is een Malagassische voetbalclub uit de hoofdstad Antananarivo.
In 2002 verloor de club met 149-0 van AS Adema. SOE maakte 149 doelpunten in eigen doel naar aanleiding van een beslissing van de scheidsrechter waarmee de spelers het niet eens waren.

## Erelijst
Landskampioen
2001
Beker van Madagaskar
Finalist: 2003